# Ihrovîțea, raionul Ternopil, regiunea Ternopil
Ihrovîțea (în ucraineană Ігровиця) este o comună în raionul Ternopil, regiunea Ternopil, Ucraina, formată numai din satul de reședință.

## Demografie
Componența lingvistică a comunei Ihrovîțea
     Ucraineană (99,72%)
     Alte limbi (0,19%)
Conform recensământului din 2001, majoritatea populației comunei Ihrovîțea era vorbitoare de ucraineană (99,72%), existând în minoritate și vorbitori de alte limbi.